# Sugar (canción de Maroon 5)
«Sugar» —en español: «Dulzura»— es una canción grabada por la banda de pop rock Maroon 5 para su quinto álbum de estudio V (2014). Fue escrita por Adam Levine, Dr. Luke, Jacob Kasher Hindlin, Mike Posner, Joshua Coleman y Henry Walter como un regalo para Karolina Miranda; la producción fue realizada por estos dos últimos bajo sus respectivos nombres de fabricación de «Ammo» y «Cirkut». Fue enviada a la radio hit contemporánea en los Estados Unidos, como el tercer sencillo del álbum el 13 de enero de 2015. «Sugar» es una canción del disco, funk- pop Rock y soul que cuenta con gran variedad de instrumentos, incluyendo percusión, teclados y guitarras. Musicalmente, es una reminiscencia de las obras de los artistas norteamericanos Bruno Mars y Katy Perry.
«Sugar» recibió críticas generalmente positivas de los críticos de música que elogiaron su tacto pegadizo y ambiente retro. Después del lanzamiento de V, la canción debutó en Corea del Sur y alcanzó el puesto número 13 en la tabla internacional Gaon digital y 77 en la tabla principal. En los EE. UU. alcanzó el número dos de la lista Billboard Hot 100, convirtiéndose en su tercer sencillo consecutivo del álbum en alcanzar las diez más populares. El video musical para el sencillo fue filmado en Los Ángeles en diciembre de 2014. Inspirado por la comedia romántica, Wedding Crashers, el video muestra a la banda Maroon 5 llegando a las bodas de manera sorpresiva sin ser invitados. El vídeo se estrenó el 14 de enero de 2015, y tendría su primera aparición en televisión abierta el 17 de enero.También se hizo un mashup con la canción Birthday de Katy Perry titulada Birthday Sugar.
Actualmente el vídeo en YouTube actualmente cuenta con más de 4 mil millones de visitas.

## Producción y lanzamiento
La canción fue escrita por Adam Levine, Dr. Luke, Jacob Kasher Hindlin, Mike Posner, Joshua Coleman y Henry Walter. La producción de la canción fue realizada por estos dos últimos bajo sus respectivos nombres de fabricación de «Ammo» y «Cirkut». La voz principal fue cantada por Levine, mientras que las voces adicionales fueron realizadas por el cantante Posner, quien coescribió la canción. 
«Sugar» fue grabado en Conway Recording Studios en Hollywood, Luke's in the Boo Malibu, CA; The Mothership Sherman Oaks, CA. mientras que se mezcló en MixStar Estudios en Virginia Beach. Doug McKean, Clint Gibbs, Noah Passovoy y Jonathan Sher sirvieron como ingenieros de audio y producción de la canción, mientras que John Armstrong, Eric Eylands, Rachael Findlen y Cameron Montgomery sirviendo como ingenieros adicionales. John Hanes fue el ingeniero de mezcla, mientras que toda la instrumentación y programación fue proporcionada por Maroon 5, Dr. Luke, Ammo y Cirkut. Artie Smith era el técnico de instrumentos. Interscope Records compartía la canción a la radio hit contemporánea en los Estados Unidos el 13 de enero de 2015.  El mismo día, la banda dio a conocer la imagen oficial del sencillo que consta de unos labios rojos sosteniendo un terrón de azúcar; Mike Wass de Idolator los llamó «caramelos de color».

## Composición e interpretación lírica
«Sugar» es una canción de estilo disco, funk- Pop Rock soul con una duración de 5 minutos y un segundo. Cuenta con una amplia gama de instrumentos en la interpretación, entre ellos, guitarra (por James Valentine y Dr. Luke, bajó (interpretado por Mickey Madden) y bajo sintetizado (proporcionado por Dr. Luke). El productor Cirkut proporcionó la percusión base, mientras que PJ Morton, Jesse Carmichael, Dr. Luke, Ammo y Cirkut contribuyeron a los teclados.  Musicalmente, «Sugar» combina las ranuras de funk y «synth-driven» de la música de 1980 dando una sensación de nostalgia y recuerdo. 
Kyle Anderson de la revista Entertainment Weekly señaló el parecido de «Sugar» a las obras del cantante Bruno Mars. Brad Wete de la revista Billboard comparó la producción de la canción a la de «Birthday» de Katy Perry, que también fue producida por Cirkut, junto con el Dr. Luke. Del mismo modo, de la revista Rolling Stone, Jon Dolan comparó la canción a las obras de Perry.
Líricamente, Levine canta las líneas a su amor, «I just wanna be there where you are/And I gotta get one little taste». Jon Caramanica de The New York Times escribió que en el Levine suena más lujurioso mientras está cantando la canción, «I want that red velvet, I want that sugar sweet». Incluso Levine dio a entender que por la manera en que interpretó esta canción era posible imaginárselo cantando sobre el pastel de bodas.

## Recepción

### Crítica
En una revisión de V, Stephen Thomas Erlewine de Allmusic escribió que los mejores momentos en el álbum "son cuando Maroon 5 toma la banda melodiosa, ligeramente "soulful adulto contemporáneo emergente" que siempre han sido, como en 'Sugar'", entre otras canciones. Alexa Tietjen de VH1 declaró que "Sugar" era una canción "pop radio-friendly".  Mike Wass de Idolator etiqueta a la canción un como "ridículamente pegadiza".  PopMatters alabaron la canción y escribieron que "coincide con el gusto por capas de un pulso de guitarra sutilmente cobarde sobre sintetizadores de gasa y múltiples pistades de rango superior fácil de escuchar característico Levine." Anderson de la revista Entertainment Weekly fue más crítico y llamó a la canción "vacía" y "desordenada". 

### Comercial
Tras el lanzamiento de V, Sugar debutó y alcanzó la posición #13 y #77 en el South Korean International y el South Korean Gaon Chart respectivamente. Después del lanzamiento del sencillo y su video, capturó la atención de los centros de venta digital. Billboard predijo que el sencillo debutaría dentro del top 25 con ventas digitales por encima de las 150,000 copias. Para la semana que concluiría el 31 de enero de 2015 «Sugar» debutó en la posición #8 del Billboard Hot 100, se convirtió de esta forma en la tercera canción de Maroon 5 en debutar dentro de las diez primeras posiciones de este conteo, los sencillos anteriores en lograr esto fueron "Moves Like Jagger" en el 2011 también debutando en la posición #8 del conteo, y "Payphone" (2012) la cual debutó en la posición #3. Igualmente, este sencillo se convirtió en el undécimo de la banda en llegar al top 10 del conteo y el octavo de manera consecutiva. Hasta mayo de 2015, la canción ha vendido 2,520,000 copias digitales en los Estados Unidos.

## Créditos
Créditos tomados de las notas de V:

### Localizaciones
- Grabado en Conway Recording Studios Hollywood, CA; Luke's in the Boo Malibu, CA; The Mothership Sherman Oaks, CA.
- Mezclado en MixStar Studios, Virginia Beach, VI.

### Personal
- Composición – Adam Levine, Joshua Coleman, Lukasz Gottwald, Jacob Kasher Hindlin, Mike Posner, Henry Walter.
- Producción – Ammo, Cirkut
- Voz – Adam Levine
- Voces adicionales – Mike Posner
- Ingeniería – Doug McKean, Clint Gibbs, Noah Passovoy, Jonathan Sher.
- Asistentes de ingeniería – John Armstrong, Eric Eylands, Rachael Findlen, Cameron Montgomery.
- Ingeniero de mezcla – John Hanes
- Instrumentos y programación – Maroon 5, Dr. Luke, Ammo, Cirkut.
- Guitarras – James Valentine, Dr. Luke
- Bajo – Mickey Madden
- Bajo sintetizado – Dr. Luke
- Percusión base– Cirkut
- Teclados – PJ Morton, Jesse Carmichael, Dr. Luke, Ammo, Cirkut.
- Técnico de Instrumentos – Artie Smith

## Posicionamiento

### Listas semanales
| Listas (2015–16)                           | Máxima posición |
| ------------------------------------------ | --------------- |
| Australia (ARIA)                           | 6               |
| Austria (Ö3 Austria Top 40)                | 25              |
| Bélgica (Flandes) (Ultratop 50)            | 24              |
| Bélgica (Valonia) (Ultratop 50)            | 26              |
| Canadá (Canadian Hot 100)                  | 2               |
| Colombia (Monitor Latino)                  | 3               |
| Croacia (Airplay Radio Chart)              | 2               |
| República Checa (Rádio Top 100)            | 8               |
| Dinamarca (Tracklisten)                    | 5               |
| Dinamarca (Airplay danés)                  | 9               |
| Finlandia (OFC)                            | 11              |
| Francia (SNEP)                             | 15              |
| Grecia (Billboard Digital Songs)           | 8               |
| Hungría (Single Top 40)                    | 2               |
| Irlanda (IRMA)                             | 5               |
| Israel (Media Forest)                      | 3               |
| Italia (FIMI)                              | 6               |
| Japón (Japan Hot 100)                      | 30              |
| Líbano (The Official Lebanese Top 20)      | 1               |
| Letonia (European Hit Radio)               | 3               |
| Lituania (M-1)                             | 5               |
| México (Billboard Airplay)                 | 1               |
| México (Billboard Ingles Airplay)          | 1               |
| México (Monitor Latino)                    | 2               |
| Países Bajos (Mega Single Top 100)         | 10              |
| Nueva Zelanda (Recorded Music NZ)          | 3               |
| Noruega (VG-lista)                         | 11              |
| Filipinas (Myx Philippines)                | 3               |
| Portugal (Billboard)                       | 8               |
| Escocia (Scottish Singles Sales Chart)     | 6               |
| Eslovaquia (Rádio Top 100)                 | 1               |
| Sudáfrica (EMA)                            | 1               |
| Corea del Sur International Chart (Gaon)   | 1               |
| Corea del Sur (Gaon)                       | 15              |
| España (Top 100 Canciones)                 | 9               |
| España (Los 40 Principales)                | 3               |
| Suecia (Sverigetopplistan)                 | 17              |
| Suiza (Schweizer Hitparade)                | 10              |
| Taiwán (Hit FM)                            | 1               |
| Reino Unido (UK Singles Chart)             | 7               |
| República Dominicana(Monitor Latino)       | 2               |
| Estados Unidos (Billboard Hot 100)         | 2               |
| Estados Unidos (Adult Contemporary)        | 7               |
| Estados Unidos (Adult Top 40)              | 1               |
| Estados Unidos (Mainstream Top 40)         | 1               |
| Venezuela Pop General (Record Report)      | 20              |
| Venezuela Pop Rock General (Record Report) | 8               |
| Venezuela Top Anglo (Record Report)        | 1               |

### Certificaciones
| País           | Organismo certificador | Certificación | Ventas certificadas | Ref.                 |
| -------------- | ---------------------- | ------------- | ------------------- | -------------------- |
| Australia      | ARIA                   | 3× Platino    | 210 000             | [ 48 ]               |
| Bélgica        | BEA                    | Oro           | 15 000              | [ 49 ]               |
| Canadá         | Music Canada           | Platino       | 80 000              | [ 50 ]               |
| Corea del Sur  | Gaon                   |               | 2 068 730           | [ 51 ] [ 52 ] [ 53 ] |
| Dinamarca      | IFPI — Dinamarca       | 2× Platino    | 120 000             | [ 54 ]               |
| España         | PROMUSICAE             | Platino       | 40 000              | [ 55 ]               |
| Estados Unidos | RIAA                   | 6× Platino    | 3 300 000           | [ 56 ]               |
| Francia        | SNEP                   | Oro           | 75 000              | [ 57 ]               |
| Italia         | FIMI                   | 3× Platino    | 150 000             | [ 58 ]               |
| Japón          | RIAJ                   | Oro           | 100 000             | [ 59 ]               |
| Nueva Zelanda  | RMNZ                   | 2× Platino    | 30 000              | [ 60 ]               |
| Polonia        | ZPAV                   | 3× Platino    | 60 000              | [ 61 ]               |
| Reino Unido    | BPI                    | Platino       | 600 000             | [ 62 ]               |
| Suecia         | IFPI — Suecia          | 2× Platino    | 80 000              | [ 63 ]               |